# Петровский Завод (Татарстан)
Петровский Завод — село в Сармановском районе Татарстана. Административный центр Петровско-Заводского сельского поселения.

## География
Находится в восточной части Татарстана на расстоянии приблизительно 8 км на северо-запад по прямой от районного центра села Сарманово.

## История
Известно с 1680 года как Починок Басуплы Илга, позднее как деревня Бисипова. В 1807 крещёные татары этой деревни были переселены в деревню Абрамовка Бугульминского уезда (ныне Васильевка Альметьевского района), населенный пункт стал называться Петровкой, сюда были переселены помещичьи крестьяне. В 1891 году открылся винокуренный завод торгового дома «И.Г.Стахеев и сыновья».

## Население
Постоянных жителей было: в 1920 - 170, в 1926 - 180, в 1938 - 844, в 1949 - 584, в 1958 - 892, в 1970 - 855, в 1979 - 752, в 1989 - 653, 1081 в 2002 году (татары 82%), 937 в 2010.